# Ilkley Trophy
L'Ilkley Trophy (noto anche come Lexus Ilkley Trophy e in precedenza come Fuzion 100 Ilkley Trophy e Aegon Ilkley Trophy per motivi di sponsorizzazione), è un torneo di tennis che si gioca annualmente sui campi in erba dell'Ilkley Lawn Tennis and Squash di Ilkley nel Regno Unito. L'evento ospita i tornei maschili inseriti nell'ATP Challenger Tour e quelli femminili che fanno parte dell'ITF Women's Circuit.
Fondato nel 2015, l'edizione del 2020 è stata annullata a causa della pandemia di COVID-19, mentre quella del 2021 è stata disputata sui campi del Nottingham Tennis Centre in Nottingham, sempre a causa della pandemia.
Nel 2025, il torneo femminile aumenta di categoria e diventa parte del calendario WTA 125.

## Albo d'oro

### Singolare maschile
| Anno | Campione                              | Finalista                             | Punteggio                             |
| ---- | ------------------------------------- | ------------------------------------- | ------------------------------------- |
| 2025 | Tristan Schoolkate                    | Jack Pinnington Jones                 | 6(8)–7, 6–4, 6–3                      |
| 2024 | David Goffin                          | Harold Mayot                          | 6–4, 6–2                              |
| 2023 | Jason Kubler                          | Sebastian Ofner                       | 6–4, 6–4                              |
| 2022 | Zizou Bergs                           | Jack Sock                             | 7–6(7), 2–6, 7–6(6)                   |
| 2021 | Alex Bolt                             | Kamil Majchrzak                       | 4–6, 6–4, 6–3                         |
| 2020 | Annullato per pandemia di Coronavirus | Annullato per pandemia di Coronavirus | Annullato per pandemia di Coronavirus |
| 2019 | Dominik Köpfer                        | Dennis Novak                          | 3–6, 6–3, 7–6(5)                      |
| 2018 | Serhij Stachovs'kyj                   | Oscar Otte                            | 6–4, 6–4                              |
| 2017 | Márton Fucsovics                      | Alex Bolt                             | 6–1, 6–4                              |
| 2016 | Lu Yen-hsun                           | Vincent Millot                        | 7–6(4), 6–2                           |
| 2015 | Denis Kudla                           | Matthew Ebden                         | 6–3, 6–4                              |

### Doppio maschile
| Anno | Campioni                               | Finalisti                              | Punteggio                             |
| ---- | -------------------------------------- | -------------------------------------- | ------------------------------------- |
| 2025 | Diego Hidalgo Patrik Trhac             | Charles Broom Ben Jones                | 6–3, 6(8)–7, [10–7]                   |
| 2024 | Evan King Reese Stalder                | Christian Harrison Fabrice Martin      | 6–3, 3–6, [10–6]                      |
| 2023 | Gonzalo Escobar Oleksandr Nedovjesov   | Robert Galloway John-Patrick Smith     | 2–6, 7–5, [11–9]                      |
| 2022 | Julian Cash Henry Patten               | Ramkumar Ramanathan John-Patrick Smith | 7–5, 6–4                              |
| 2021 | Marc Polmans Matt Reid                 | Benjamin Bonzi Antoine Hoang           | 6–4, 4–6, [10–8]                      |
| 2020 | Annullato per pandemia di Coronavirus  | Annullato per pandemia di Coronavirus  | Annullato per pandemia di Coronavirus |
| 2019 | Santiago González Aisam-ul-Haq Qureshi | Marcus Daniell Leander Paes            | 6–3, 6–4                              |
| 2018 | Austin Krajicek Jeevan Nedunchezhiyan  | Kevin Krawietz Andreas Mies            | 6–3, 6–3                              |
| 2017 | Leander Paes Adil Shamasdin            | Brydan Klein Joe Salisbury             | 6–2, 2–6, [10–8]                      |
| 2016 | Wesley Koolhof Matwé Middelkoop        | Marcelo Demoliner Aisam-ul-Haq Qureshi | 7–6(5), 0–6, [10–8]                   |
| 2015 | Marcus Daniell Marcelo Demoliner       | Ken Skupski Neal Skupski               | 7–6(3), 6–4                           |

### Singolare femminile
| Anno | Categoria                             | Campionessa                           | Finalista                             | Punteggio                             |
| ---- | ------------------------------------- | ------------------------------------- | ------------------------------------- | ------------------------------------- |
| 2015 | ITF $50,000                           | Anna-Lena Friedsam                    | Magda Linette                         | 5–7, 6–3, 6–1                         |
| 2016 | ITF $50,000                           | Evgenija Rodina                       | Rebecca Šramková                      | 6–4, 6–4                              |
| 2017 | ITF $100,000                          | Magdaléna Rybáriková                  | Alison Van Uytvanck                   | 7–5, 7–6(3)                           |
| 2018 | ITF $100,000                          | Tereza Smitková                       | Dajana Jastrems'ka                    | 7–6(2), 3–6, 7–6(4)                   |
| 2019 | ITF $100,000                          | Monica Niculescu                      | Tímea Babos                           | 6–2, 4–6, 6–3                         |
| 2020 | Annullato per pandemia di Coronavirus | Annullato per pandemia di Coronavirus | Annullato per pandemia di Coronavirus | Annullato per pandemia di Coronavirus |
| 2021 | ITF $100,000                          | Alison Van Uytvanck                   | Arina Rodionova                       | 6–0, 6–4                              |
| 2022 | ITF $100,000                          | Dalma Gálfi                           | Jodie Burrage                         | 7–5, 4–6, 6–3                         |
| 2023 | ITF $100,000                          | Mirjam Björklund                      | Emma Navarro                          | 6–4, 7–5                              |
| 2024 | ITF $100,000                          | Rebecca Marino                        | Jessika Ponchet                       | 4–6, 6–1, 6–4                         |
| 2025 | WTA 125                               | Iva Jovic                             | Rebecca Marino                        | 6-1, 6-3                              |

### Doppio femminile
| Anno | Categoria                             | Campionesse                                 | Finaliste                             | Punteggio                             |
| ---- | ------------------------------------- | ------------------------------------------- | ------------------------------------- | ------------------------------------- |
| 2015 | ITF $50,000                           | Raluca Olaru Xu Yifan                       | An-Sophie Mestach Demi Schuurs        | 6–3, 6–4                              |
| 2016 | ITF $50,000                           | Yang Zhaoxuan Zhang Kailin                  | An-Sophie Mestach Storm Sanders       | 6–3, 7–6(5)                           |
| 2017 | ITF $100,000                          | Anna Blinkova Alla Kudrjavceva              | Paula Kania Maryna Zanevska           | 6–1, 6–4                              |
| 2018 | ITF $100,000                          | Asia Muhammad Maria Sanchez                 | Natela Dzalamidze Galina Voskoboeva   | 4–6, 6–3, [10–1]                      |
| 2019 | ITF $100,000                          | Beatriz Haddad Maia Luisa Stefani           | Ellen Perez Arina Rodionova           | 6–4, 6(5)–7, [10–4]                   |
| 2020 | Annullato per pandemia di Coronavirus | Annullato per pandemia di Coronavirus       | Annullato per pandemia di Coronavirus | Annullato per pandemia di Coronavirus |
| 2021 | ITF $100,000                          | Monica Niculescu Elena-Gabriela Ruse (1)    | Priscilla Hon Storm Sanders           | 7–5, 7–5                              |
| 2022 | ITF $100,000                          | Lizette Cabrera Jang Su-jeong               | Naiktha Bains Maia Lumsden            | 6(7)–7, 6–0, [11–9]                   |
| 2023 | ITF $100,000                          | Nao Hibino Natalija Stevanović              | Maja Chwalińska Jesika Malečková      | 7–6(10), 7–6(5)                       |
| 2024 | ITF $100,000                          | Kristina Mladenovic Elena-Gabriela Ruse (2) | Quinn Gleason Tang Qianhui            | 6–2, 6–2                              |
| 2025 | WTA 125                               | Isabelle Haverlag Simona Waltert            | Vitalija D'jačenko Eden Silva         | 6-1, 6-1                              |